# Rifugio Vittorio Sella
Il rifugio Vittorio Sella (a volte anche detto rifugio Sella al Lauson per via della località in cui si trova) è un rifugio situato nel comune di Cogne (AO), in val di Cogne, nelle Alpi Graie, a 2.584 m s.l.m..

## Storia

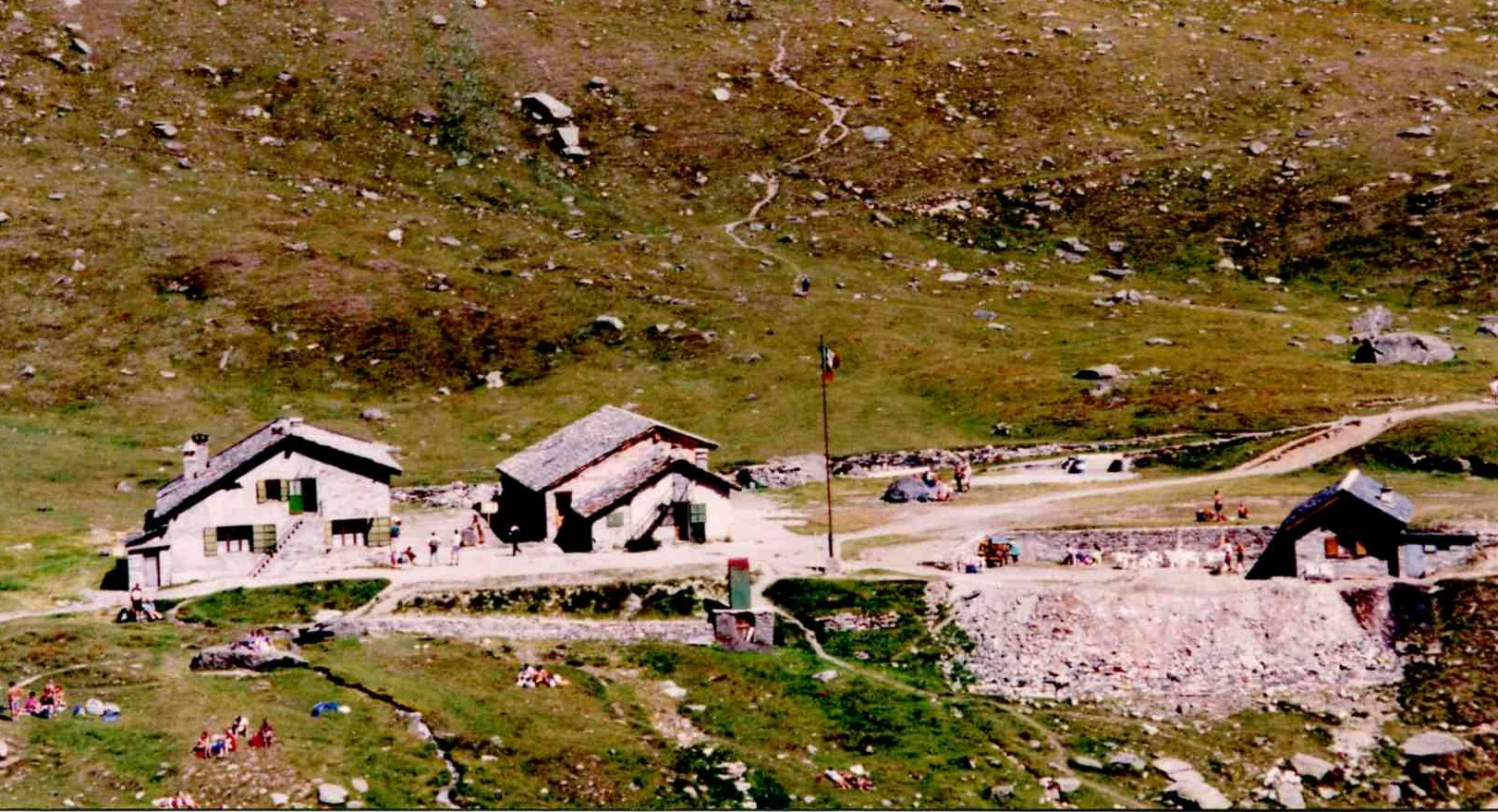
Il rifugio visto dall'alto.

Sul luogo vi era fin dal XIX secolo un'antica casa di caccia detta del Lauson , appartenente al re Vittorio Emanuele II il quale si recava qui per la caccia allo stambecco.

## Caratteristiche e informazioni
Si trova all'interno del parco nazionale del Gran Paradiso nella Conca del Lauson, onde il nome con cui viene talvolta chiamato.
È punto di tappa dell'Alta via della Valle d'Aosta n. 2, percorso escursionistico della Valle d'Aosta. È intitolato a Vittorio Sella (1859-1943), pioniere nella documentazione fotografica della montagna.

## Accessi
Dal paese di Cogne si prosegue fino alla frazione Valnontey. Di qui il rifugio è raggiungibile per comodo sentiero in circa 2,30 ore o, per i meno esperti, in circa 4 ore.

## Ascensioni
- Grivola - 3.969 m
- Punta Bianca - 3.793 m
- Punta Nera - 3.683 m
- Punta Rossa - 3.630 m
- Gran Serra - 3.552 m

Inoltre il rifugio è punto di partenza per vari itinerari di sci alpinismo.

## Traversate
- Rifugio Vittorio Emanuele II - 2.732 m
- Rifugio Federico Chabod - 2.750 m